# Dornelas (Boticas)
Dornelas ist eine Gemeinde (Freguesia) im portugiesischen Kreis Boticas. In ihr leben 274 Einwohner (Stand 19. April 2021).